# 乳突果
乳突果（学名：Adelostemma gracillimum）为夹竹桃科乳突果属的植物。分布在缅甸以及中国大陆的贵州、云南、广西等地，生长于海拔500米至1,000米的地区，多生长在山地灌木丛中和山谷林中，目前尚未由人工引种栽培。

## 别名
无冠藤（俗称）